# ТЕС Лайла
22°18′32″ пн. ш. 46°39′47″ сх. д. / 22.30889° пн. ш. 46.66306° сх. д.
ТЕС Лайла — теплова електростанція в центральній частині Саудівської Аравії.
В 1987 році на майданчику станції стали до ладу шість встановлених на роботу у відкритому циклі газових турбін AEG Kanis потужністю по 17 МВт.
Як паливо станція використовує нафтопродукти.